# Erateina nigrofimbriata
Erateina nigrofimbriata là một loài bướm đêm trong họ Geometridae.